# بورت أليس (كولومبيا البريطانية)
بورت أليس (بالإنجليزية: Port Alice)‏ هي بلدة تقع في كندا في كولومبيا البريطانية.

## المناخ
يظهر الجدول التالي التغييرات المناخية على مدار السنة لبورت أليس:
| البيانات المناخية لـبورت أليس      | البيانات المناخية لـبورت أليس | البيانات المناخية لـبورت أليس | البيانات المناخية لـبورت أليس | البيانات المناخية لـبورت أليس | البيانات المناخية لـبورت أليس | البيانات المناخية لـبورت أليس | البيانات المناخية لـبورت أليس | البيانات المناخية لـبورت أليس | البيانات المناخية لـبورت أليس | البيانات المناخية لـبورت أليس | البيانات المناخية لـبورت أليس | البيانات المناخية لـبورت أليس | البيانات المناخية لـبورت أليس |
| الشهر                              | يناير                         | فبراير                        | مارس                          | أبريل                         | مايو                          | يونيو                         | يوليو                         | أغسطس                         | سبتمبر                        | أكتوبر                        | نوفمبر                        | ديسمبر                        | المعدل السنوي                 |
| ---------------------------------- | ----------------------------- | ----------------------------- | ----------------------------- | ----------------------------- | ----------------------------- | ----------------------------- | ----------------------------- | ----------------------------- | ----------------------------- | ----------------------------- | ----------------------------- | ----------------------------- | ----------------------------- |
| الدرجة القصوى °م (°ف)              | 20.5 (68.9)                   | 19.0 (66.2)                   | 21.5 (70.7)                   | 26.0 (78.8)                   | 31.5 (88.7)                   | 33.5 (92.3)                   | 35.5 (95.9)                   | 34.5 (94.1)                   | 29.5 (85.1)                   | 26.5 (79.7)                   | 22.8 (73.0)                   | 17.2 (63.0)                   | 35.5 (95.9)                   |
| متوسط درجة الحرارة الكبرى °م (°ف)  | 7.4 (45.3)                    | 8.0 (46.4)                    | 9.9 (49.8)                    | 12.2 (54.0)                   | 15.6 (60.1)                   | 18.1 (64.6)                   | 20.8 (69.4)                   | 20.9 (69.6)                   | 18.4 (65.1)                   | 13.3 (55.9)                   | 9.2 (48.6)                    | 7.0 (44.6)                    | 13.4 (56.1)                   |
| المتوسط اليومي °م (°ف)             | 4.9 (40.8)                    | 5.1 (41.2)                    | 6.4 (43.5)                    | 8.3 (46.9)                    | 11.3 (52.3)                   | 13.8 (56.8)                   | 16.1 (61.0)                   | 16.4 (61.5)                   | 14.1 (57.4)                   | 10.2 (50.4)                   | 6.6 (43.9)                    | 4.6 (40.3)                    | 9.8 (49.6)                    |
| متوسط درجة الحرارة الصغرى °م (°ف)  | 2.4 (36.3)                    | 2.2 (36.0)                    | 3.0 (37.4)                    | 4.2 (39.6)                    | 6.9 (44.4)                    | 9.5 (49.1)                    | 11.4 (52.5)                   | 11.8 (53.2)                   | 9.7 (49.5)                    | 7.0 (44.6)                    | 4.0 (39.2)                    | 2.2 (36.0)                    | 6.2 (43.2)                    |
| أدنى درجة حرارة °م (°ف)            | −12.2 (10.0)                  | −11.5 (11.3)                  | −5.5 (22.1)                   | −1.7 (28.9)                   | 0.5 (32.9)                    | 1.1 (34.0)                    | 5.0 (41.0)                    | 4.5 (40.1)                    | 0.0 (32.0)                    | −4.0 (24.8)                   | −11.5 (11.3)                  | −12.8 (9.0)                   | −12.8 (9.0)                   |
| الهطول مم (إنش)                    | 492.2 (19.38)                 | 354.0 (13.94)                 | 320.4 (12.61)                 | 258.3 (10.17)                 | 147.3 (5.80)                  | 100.1 (3.94)                  | 59.5 (2.34)                   | 94.6 (3.72)                   | 130.2 (5.13)                  | 417.6 (16.44)                 | 561.4 (22.10)                 | 491.2 (19.34)                 | 3٬426٫8 (134.91)              |
| معدل هطول الأمطار مم (إنش)         | 484.1 (19.06)                 | 345.3 (13.59)                 | 316.1 (12.44)                 | 257.8 (10.15)                 | 147.3 (5.80)                  | 100.1 (3.94)                  | 59.5 (2.34)                   | 94.6 (3.72)                   | 130.2 (5.13)                  | 417.5 (16.44)                 | 559.1 (22.01)                 | 487.0 (19.17)                 | 3٬398٫6 (133.80)              |
| متوسط تساقط الثلوج سم (إنش)        | 8.1 (3.2)                     | 8.7 (3.4)                     | 4.3 (1.7)                     | 0.5 (0.2)                     | 0.0 (0.0)                     | 0.0 (0.0)                     | 0.0 (0.0)                     | 0.0 (0.0)                     | 0.0 (0.0)                     | 0.1 (0.0)                     | 2.4 (0.9)                     | 4.2 (1.7)                     | 28.3 (11.1)                   |
| متوسط أيام هطول الأمطار (≥ 0.2 mm) | 23.3                          | 19.7                          | 22.7                          | 20.1                          | 17.0                          | 16.0                          | 10.4                          | 11.9                          | 14.6                          | 22.2                          | 24.1                          | 22.8                          | 224.7                         |
| متوسط الأيام الممطرة (≥ 0.2 mm)    | 22.8                          | 19.5                          | 22.5                          | 20.1                          | 17.0                          | 16.0                          | 10.4                          | 11.9                          | 14.6                          | 22.2                          | 24.0                          | 22.3                          | 223.3                         |
| متوسط الأيام المثلجة (≥ 0.2 cm)    | 2.2                           | 2.2                           | 1.7                           | 0.4                           | 0.0                           | 0.0                           | 0.0                           | 0.0                           | 0.0                           | 0.1                           | 0.8                           | 1.8                           | 9.2                           |
| المصدر:                            |                               |                               |                               |                               |                               |                               |                               |                               |                               |                               |                               |                               |                               |

## أعلام
- جايسون بوين
- دايل والترز
- دان ميلر